# Salar
Salar eller salarene (kinesisk: 撒拉族, pinyin: Sālāzú) er et af de 55 officielt anerkendte nationale mindretal i Folkerepublikken Kina. Ved folketællingen i 2000 blev de opgjort til at omfatte 104.503 personer. De fleste bor i provinsen Qinghai (i de autonome amter Xunhua – 循化撒拉族自治縣), og Hualong – 化隆回族自治縣), i Gansu (i det autonome amt Jishishan – 積石山保安族東鄉族撒拉族自治縣) og i den autonome region Xinjiang (i præfekturet Ili – 伊犁哈薩克自治州).
Salarene fører deres rødder tilbage til oghuz-tyrkerne, og flertallet er muslimer.
|  | Denne artikel kan blive bedre, hvis der indsættes geografiske koordinater Denne artikel omhandler et emne, som har en geografisk lokation. Du kan hjælpe ved at indsætte koordinater i wikidata. |